# Acanalonia chloris
Acanalonia chloris är en insektsart som först beskrevs av Berg 1879.  Acanalonia chloris ingår i släktet Acanalonia och familjen Acanaloniidae. Inga underarter finns listade i Catalogue of Life.